# Albert Schreiner (Historiker)
Albert Schreiner (* 7. August 1892 in Aglasterhausen, Baden; † 4. August 1979 in Ost-Berlin) war ein deutscher Historiker.

## Leben
Der Sohn eines SPD-Funktionärs wurde 1910 SPD-Mitglied und gehörte dort zum linken Flügel. Im Ersten Weltkrieg war er beim Spartakusbund, dann Gründungsmitglied der KPD. 1918 heiratete er in Stuttgart Emma Hermann (1892–1973). In der Novemberrevolution 1918/19 spielte Schreiner in Stuttgart eine bedeutende Rolle. Am 9. November 1918 wurde er zum Kriegsminister der provisorischen Regierung des Volksstaats Württemberg ernannt. Da der Spartakusbund in Stuttgart unter Führung von Fritz Rück und August Thalheimer eine Regierungsbeteiligung ablehnte, wurde Schreiner aus prinzipiellen Erwägungen bereits am 15. November wieder aus dem Kabinett Blos I zurückgezogen.
Bis 1922 war er angestellter Funktionär der KPD in Württemberg. Am IV. Weltkongress der Kommunistischen Internationalen („Komintern“) nahm er als Delegierter teil. Im Jahr 1923 arbeitete er im Militärapparat der KPD und war dann als Militärischer Leiter („M-Leiter“) des Bezirks Wasserkante am Hamburger Aufstand beteiligt. 1924 besuchte er die Militärfachschule in Moskau und wurde im selben Jahr einer der Führer des neu gegründeten Roten Frontkämpferbunds (RFB) und Chefredakteur von dessen Organ Rote Front. 1927 wurde er zum 11. Parteitag der KPD in Essen delegiert.
In der Korruptionsaffäre um Willy Leow (dem zweiten Vorsitzenden des RFB) nahm er kritisch Stellung. Schreiner, in dieser Zeit als sogenannter KPD-„Rechter“ tituliert, verlor alle Funktionen im RFB und wurde 1929 aus der KPD ausgeschlossen.
Er trat der Kommunistischen Partei-Opposition (KPO) um Heinrich Brandler und August Thalheimer bei, arbeitete an Gegen den Strom, dem theoretischen Organ der KPO, mit und war Mitglied sowohl in der Berliner Bezirksleitung als auch in der Reichsleitung der Organisation. Im Oktober 1932 trat Schreiner überraschend aus der KPO aus und nach Kritik seiner Ortsgruppe wieder ein. Brandler widersetzte sich seiner Wiederaufnahme.
1933 emigrierte Schreiner nach Frankreich und wurde erneut KPD-Mitglied, war dann Sekretär des Thälmann-Komitees und während des Spanischen Bürgerkriegs Stabschef der XIII. Internationalen Brigade. Nach der Niederlage 1939 floh er nach Marokko und wurde dort interniert.
1941, auf dem Weg nach Mexiko, wurde er in den Vereinigten Staaten festgehalten. In New York City befreundete er sich mit Oskar Maria Graf. Dort blieb er bis 1946. Wie in Frankreich schrieb er militärische und historische Romane. 1942 gehörte er zu den Mitbegründern der German American Emergency Conference („Deutsch-amerikanische Notkonferenz“) und 1944 zu den Mitbegründern des Council for a Democratic Germany („Rat für ein demokratisches Deutschland“).
Ende 1946 kehrte er nach Deutschland zurück, trat 1946 der SED bei und wurde 1947 Professor an der Universität Leipzig, später Dekan der Gesellschaftswissenschaftlichen Fakultät der Universität. Schreiner publizierte verschiedene Bücher. Ab 1950 war er Abteilungsleiter am Marx-Engels-Lenin-Institut des Zentralkomitees der SED. Zwischen 1950 und 1952 gab es in der SED eine Kampagne gegen ehemalige KPO-Mitglieder. Instrument zu ihrer Durchführung war die Zentrale Parteikontrollkommission. Wegen seiner ehemaligen KPO-Funktionärstätigkeit wurde er kurzzeitig verfemt. 1952 wurde er Leiter der Abteilung „1918–1945“ am Museum für Deutsche Geschichte und 1956 Leiter der Abteilung „1918–1945“ am Institut für Geschichte der Deutschen Akademie der Wissenschaften. 1960 trat er in den Ruhestand.
1952 wurde Schreiner mit dem Nationalpreis der DDR ausgezeichnet, 1962 mit dem Karl-Marx-Orden, 1967 mit dem Vaterländischen Verdienstorden, 1972 mit der Ehrenspange zum Vaterländischen Verdienstorden in Gold sowie 1977 mit dem Stern der Völkerfreundschaft. 1986 wurde eine Straße in Berlin-Hellersdorf nach ihm benannt (seit 1992 Ernst-Bloch-Straße).

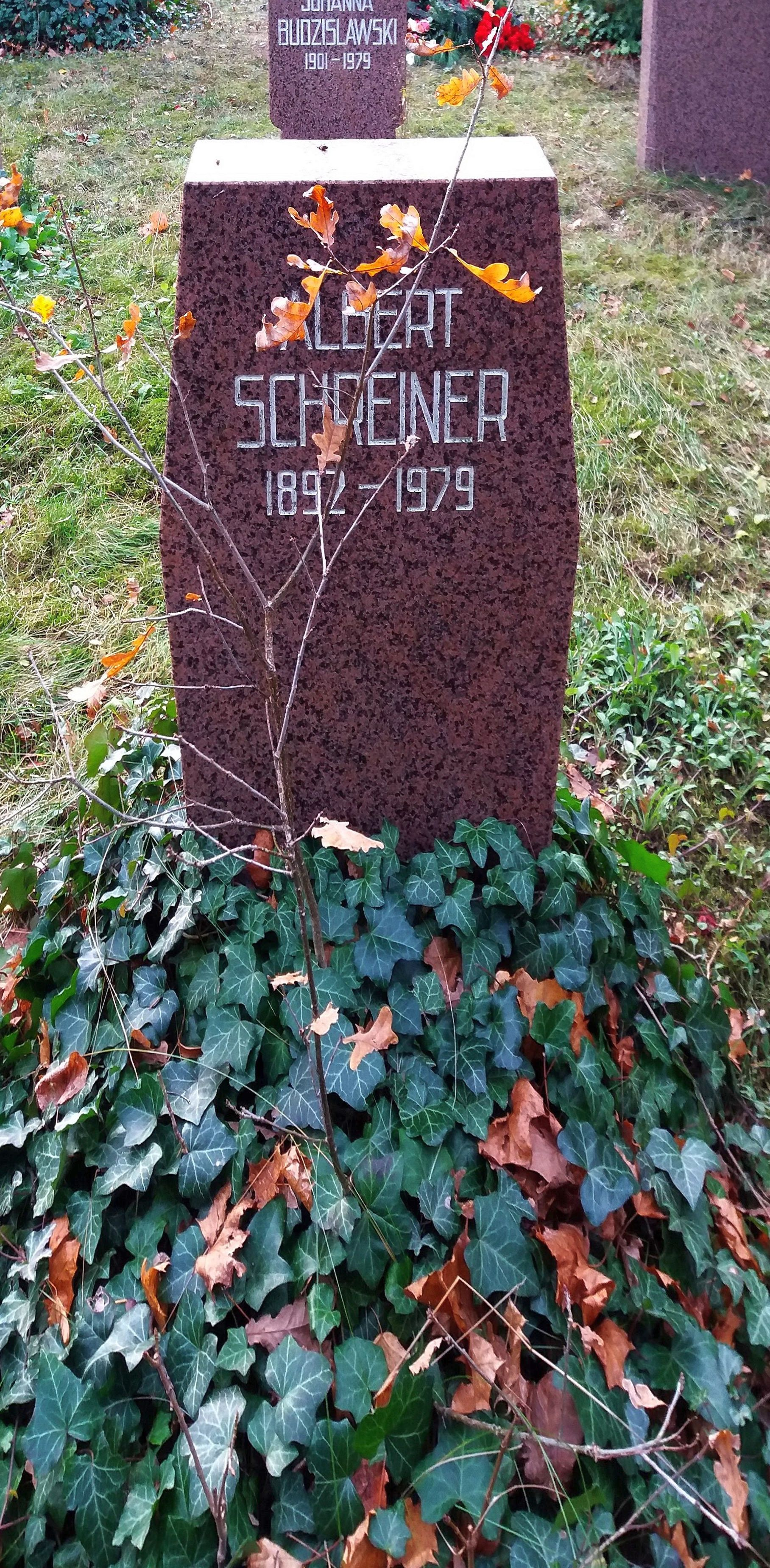
Grabstätte von Albert Schreiner

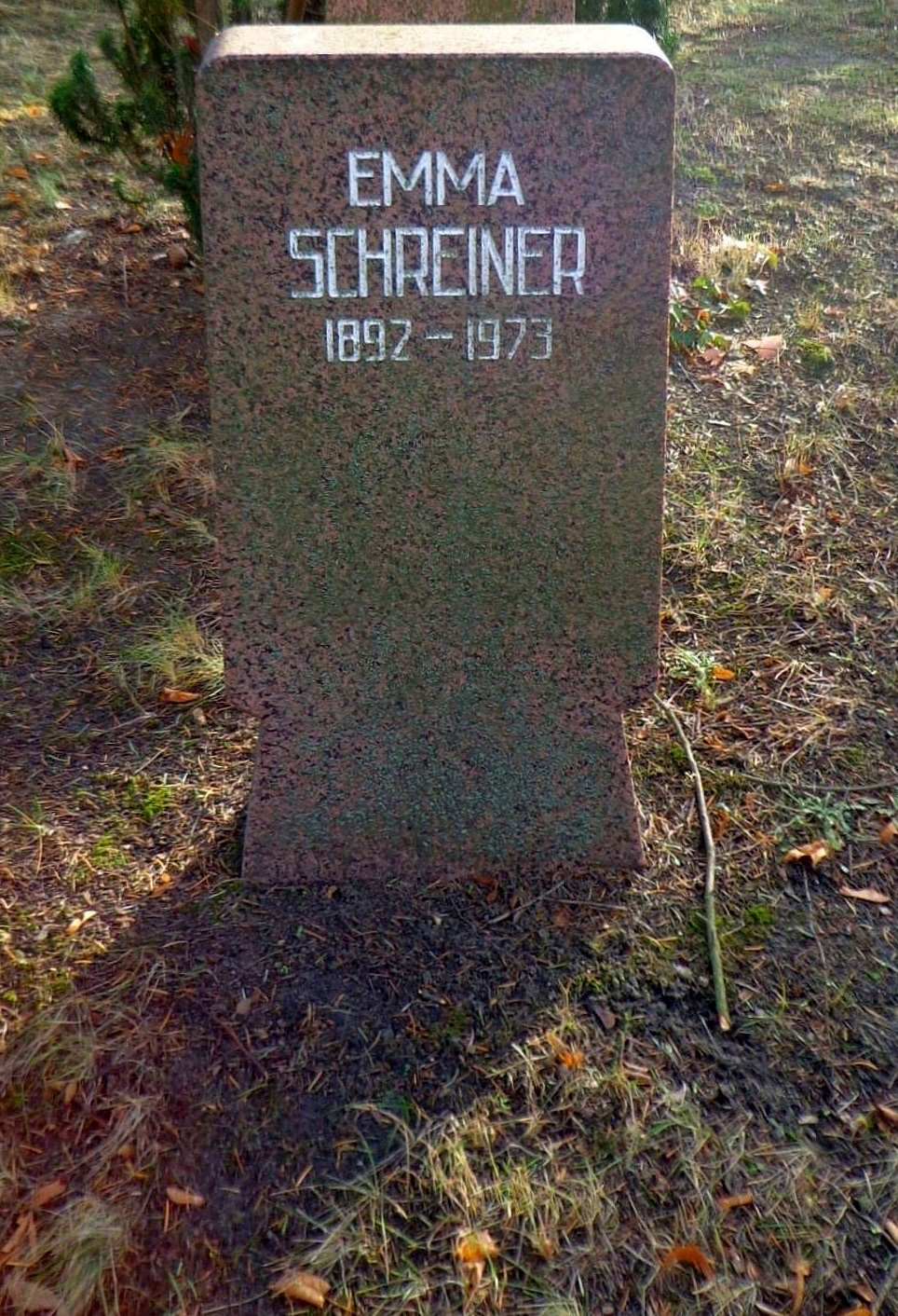
Grabstätte von Emma Schreiner

Albert Schreiner hat zusammen mit einer kleinen Gruppe Gleichgesinnter die Ausrichtung der historischen Institute in der DDR nach den Vorgaben der SED vorangetrieben. Die „Zunft“ der DDR-Historiker stand dabei zunächst keineswegs in der marxistischen Tradition. Nach Angaben von Lothar Mertens fehlte Schreiner – ähnlich wie Horst Bartel, Walter Bartel, Karl Bittel und Rudolf Lindau – jedoch die fachwissenschaftliche Kompetenz, sodass er mit den genannten anderen sogar parteiintern als reiner Propagandist angesehen worden sei.
Albert Schreiners Urne wurde in der Grabanlage Pergolenweg des Berliner Zentralfriedhofs Friedrichsfelde beigesetzt, wo schon 1973 auch die Urne seiner Ehefrau Emma bestattet worden war.

## Schriften
22 Veröffentlichungen, darunter
- Die deutsche Sozialdemokratie. Vierzehn Jahre im Bunde mit dem Kapital, Berlin, 1928 (gemeinsam mit Paul Frölich)
- Hitler treibt zum Krieg, 1934, Mitverfasser, herausgegeben von Dorothy Woodman
- Hitlers Luftflotte startbereit!, 1935 herausgegeben von Dorothy Woodman
- Hitlers motorisierte Stoßarmee, Heeres- und Wirtschafts-Motorisierung im Dritten Reich, 1936 unter dem Pseudonym Albert Müller
- Vom totalen Krieg zur totalen Niederlage Hitlers Eine kritische Auseinandersetzg mit der Wehrmachtsideologie des Dritten Reiches. Paris 1939
- The Lesson of Germany. A guide to her history. New York 1945 (gemeinsam mit Albert Norden und Gerhart Eisler)
- Zur Geschichte der deutschen Aussenpolitik, 1871–1945. Bd 1. 1871–1918. Von der Reichseinigung bis zur Novemberrevolution. Berlin 1952
- Revolutionäre Ereignisse und Probleme in Deutschland während der Periode der Grossen Sozialistischen Oktoberrevolution 1917/1918. Beiträge zum 40. Jahrestag der Grossen Sozialistischen Oktoberrevolution. Berlin 1957